# Parafia św. Piusa X w Rudzie Śląskiej
Parafia św. Piusa X w Rudzie Śląskiej Południowej – rzymskokatolicka parafia w dekanacie rudzkim, w archidiecezji katowickiej. 
Parafia została erygowana 30 stycznia 1983 roku.